# John Rennie il Vecchio

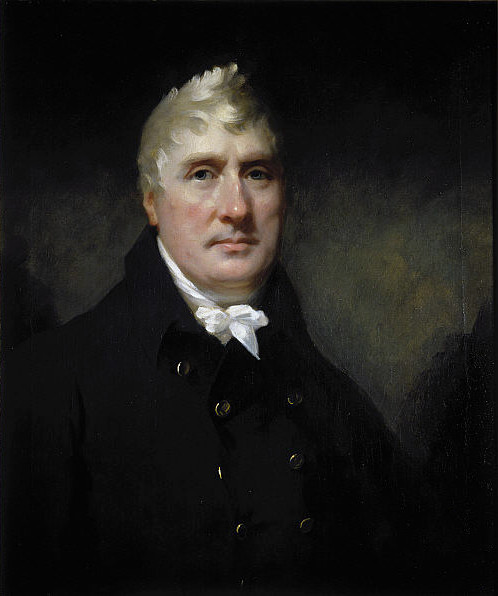
Ritratto di John Rennie, 1810, di Sir Henry Raeburn

John Rennie (Phantassie, 7 giugno 1761 – Londra, 4 ottobre 1821) è stato un ingegnere scozzese che progettò molti ponti, canali artificiali, banchine e magazzini e un pioniere nell'uso della ghisa strutturale.

## Biografia

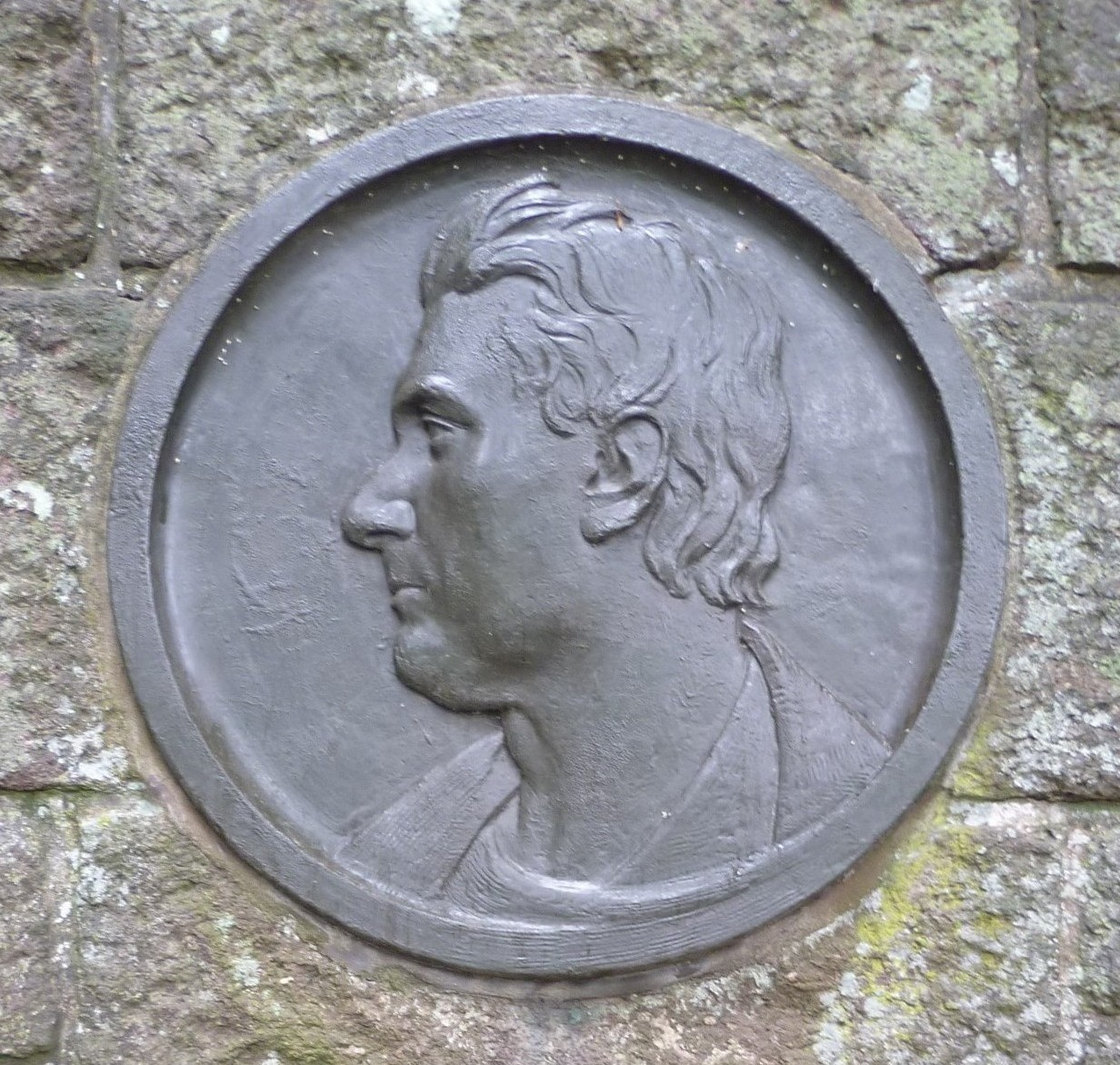
Ritratto sul John Rennie Memorial a Phantassie, East Linton

Era il figlio minore di James Rennie, un contadino vicino a Phantassie, vicino a East Linton, East Lothian, Scozia. Mostrò subito una particolare predisposizione per la meccanica e gli fu permesso di trascorrere molto tempo nell'officina di Andrew Meikle, un mugnaio e inventore della trebbiatrice, che viveva a Houston Mill nella tenuta Phantassie. Dopo aver ricevuto una normale istruzione di base presso la scuola parrocchiale della chiesa di Prestonkirk, fu mandato alla scuola del di Dunbar e nel novembre 1780 si iscrisse all'Università di Edimburgo, dove rimase fino al 1783. Suo fratello maggiore George rimase a lavorare nell'azienda agricola di famiglia, ottenendo notorietà in questo campo.
Rennie trascorse le sue vacanze lavorando come mugnaio, e quindi avviò un'attività per proprio conto. In questa occasione l'originalità della sua mente fu dimostrata dall'introduzione di pignoni in ghisa invece di ruote dentate in legno. Nel 1784 intraprese un viaggio a sud allo scopo di ampliare le sue conoscenze, visitando James Watt a Soho, nello Staffordshire. Watt gli offrì un lavoro che accettò di buon grado. Dopo un breve soggiorno a Soho, partì per Londra nel 1784 per occuparsi dei lavori agli Albion Flour Mills, Blackfriars, per i quali Boulton &amp; Watt stavano costruendo una macchina a vapore. I macchinari erano stati progettati tutti da Rennie, e una caratteristica distintiva era stata l'uso del ferro al posto del legno per l'albero e l'intelaiatura. Intorno al 1791 iniziò l'attività come ingegnere meccanico per proprio conto in Holland Street, Blackfriars, da dove lui e i suoi successori condussero a lungo operazioni di ingegneria di grande importanza. Nello stesso anno, gli Albion Flour Mills furono distrutti da un incendio doloso.

## Canali e corsi d'acqua

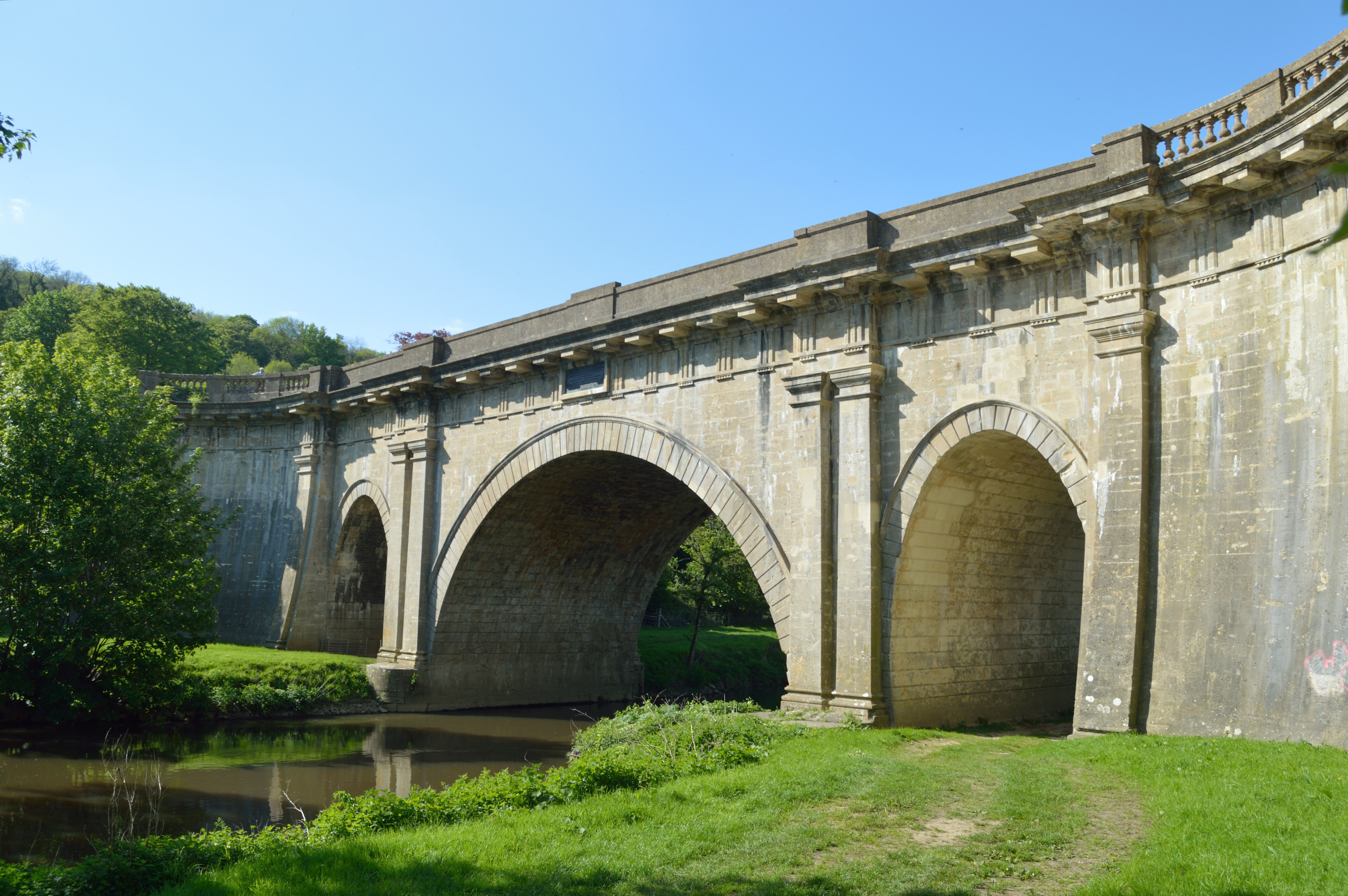
Acquedotto di Dundas

Nel 1791 si trasferì definitivamente a Londra e avviò la propria attività di ingegneria, avendo iniziato a espandersi nell'ingegneria civile, in particolare nella costruzione di canali artificiali. I suoi primi progetti furono il canale Lancaster (iniziato nel 1792), la navigazione Chelmer e Blackwater (1793), il canale Crinan (1794-1801), il lago Rudyard (1797) e il canale Rochdale, che attraversava un terreno difficile tra Rochdale e Todmorden (1799). Altri suoi lavori quali il canale Kennet e Avon, compreso l'acquedotto di Dundas, le chiuse di Caen Hill e la stazione di pompaggio di Crofton, lo occuparono tra il 1794 e il 1810.
Nel 1802 rivide i progetti per il Canale Reale d'Irlanda da Dublino allo Shannon vicino a Longford. Fu anche consulente del Pipe Water Committee della Dublin Corporation, per il quale venne onorato con la concessione del Freedom of the City of Dublin nel 1804.
Per molti anni fu impegnato in vaste operazioni di drenaggio nelle paludi del Lincolnshire e Norfolk (1802-1810) e nel miglioramento del fiume Witham. L'Eau Brink Cut, un nuovo canale per il fiume Ouse, venne completato poco prima della sua morte. Era stato anche l'ingegnere capo del canale a Chetney Hill, sull'estuario del fiume Medway nel Kent.

## Ponti

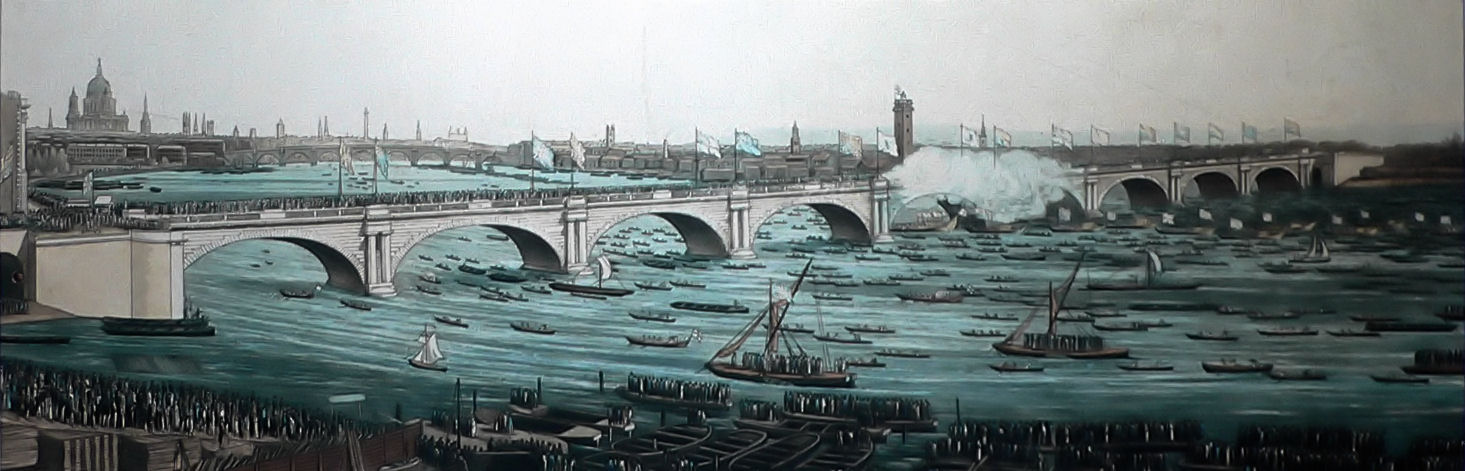
L'apertura del primo ponte di Waterloo il 18 giugno 1817

Negli anni successivi Rennie ottenne anche una meritata reputazione come costruttore di ponti, combinando la pietra con la ghisa per creare archi bassi, larghi ed ellittici in precedenza impossibili. Si pensa che il Waterloo Bridge, sul Tamigi a Londra (1811-1817), con i suoi nove archi uguali e la carreggiata perfettamente piana, sia stato influenzato dal progetto di Thomas Harrison dello Skerton Bridge sul fiume Lune a Lancaster. A Leeds fu incaricato di costruire due ponti in pietra, uno sul fiume Aire e una seconda struttura più piccola sul canale Leeds & Liverpool, a ovest del centro città e a monte del ponte di Leeds. Il principale fautore di questo progetto era il proprietario del mulino, Benjamin Gott, che aveva proprietà su entrambi i lati dei corsi d'acqua e desiderava un percorso più facile tra le due sponde. Il ponte più grande, nel 1934, fu descritto come "una bella struttura, costituita da un arco ellittico di cento piedi di larghezza". Il ponte, inizialmente noto come Waterloo Bridge, fu presto ribattezzato Wellington Bridge. Gli sforzi successivi di Rennie in questo settore dimostrano che era anche un abile architetto, dotato di un acuto senso della bellezza del design. Il ponte di Waterloo era considerato il suo capolavoro ed era il progetto di ponte più prestigioso in Inghilterra, descritto come "forse il più bel ponte in muratura di grandi dimensioni mai costruito in questo o in qualsiasi altro paese". Lo scultore italiano Canova lo definì "il ponte più nobile del mondo" e disse che "vale la pena andare in Inghilterra solo per vedere il ponte di Rennie". Dopo la morte di Rennie, il London Bridge fu costruito su suo progetto dai suoi figli John Rennie il Giovane e George Rennie. Sostituì il ponte medievale che si stava rivelando un serio ostacolo al flusso del fiume. Il ponte di Rennie fu infine trasferito in Arizona. Il Southwark Bridge (1815-1819) fu costruito con tre campate in ghisa sul fiume. Progettò anche l'Old Vauxhall Bridge.

## Banchine e porti
Rennie si occupò anche della progettazione e costruzione di banchine a Hull, Liverpool, Greenock, Londra (bacini di Londra, dell'India orientale e dell'India occidentale Leith e del miglioramento dei porti e dei cantieri navali a Chatham, Devonport, Portsmouth, Holyhead, Ramsgate, Sheerness, Howth e Dunleary. Dedicò molto tempo alla preparazione dei progetti per un cantiere navale statale a Northfleet, ma i lavori non vennero eseguiti.

### Dún Laoghaire
Il porto di Dunleary "Asylum" fu un progetto molto difficile e importante, perché era fondamentale mantenere un efficace collegamento tra l'Irlanda e Londra, la sede del governo. Rennie si era occupato della costruzione di Howth Harbour sul lato nord della baia di Dublino un decennio prima. Questo era originariamente previsto come sbarco degli "Holyhead", ma si insabbiò a tal punto da diventare inadatto allo scopo. Un atto del Parlamento del 1816 (56 Geo. III. Cap 62) autorizzò la costruzione del porto di Dunleary. Originariamente era previsto che sarebbe stato costruito un solo molo (l'East Pier) (lungo 1.050 metri), ma quando John Rennie venne nominato ingegnere responsabile del lavoro, insistette sul fatto che un singolo molo avrebbe portato la sabbia alla deriva dietro la diga e che un secondo molo ovest (lungo 1.485 metri) avrebbe impedito che ciò accadesse. Aveva ragione perché la sabbia si era accumulata dietro il molo ovest. Il porto, una volta costruito, fu ribattezzato "Porto reale di Kingstown" nel 1821 in occasione della visita di Giorgio IV. Il materiale per la costruzione del porto era il granito di Dalkey Hill che venne fornito da Richard Toucher (un attivista di lunga data per il nuovo porto) senza alcun costo per i costruttori. Vennero prese in considerazione molte opzioni per l'ampiezza dello spazio tra le due teste del molo. Rennie scrisse ai commissari portuali che l'apertura avrebbe dovuto essere larga 129 metri con le teste del molo rivolte verso il porto per controllare le mareggiate all'interno. Le sue richieste non furono ascoltate e l'apertura del porto fu realizzata di 320 metri. Questa era chiaramente troppo larga e successivamente venne ridotta a 228 metri.

### Banchine della dogana ed edificio CHQ a Dublino
Uno degli ultimi progetti di John Rennie fu la costruzione delle banchine della dogana a Dublino, assieme ai magazzini, compreso l'edificio CHQ dove fu aperta la strada all'uso della ghisa all'inizio del XIX secolo. Rennie fu invitato per la prima volta a lavorare al progetto nel 1809 da John Foster, il Cancelliere irlandese dello Scacchiere. La prima pietra dei moli fu posata nel maggio 1817 e vennero poi aperti alla fine di agosto 1821 in presenza di "una compagnia molto selezionata di nobili, vescovi, signore, ecc." Nel 1824 i moli furono affittati, a lungo termine, a Harry e John Scovell e al loro nipote George. Harry e John erano i fratelli minori di Sir George Scovell, l'ufficiale dell'intelligence famoso per aver decifrato i codici segreti di Bonaparte durante le guerre napoleoniche.
Nel marzo 1820, Rennie stava cercando 33 tonnellate di ghisa strutturale, insieme a una grande quantità di ferro battuto, allo scopo di costruire un "Magazzino del tabacco, con gli Spirit Stores sotto di esso." Il ferro era stato fornito dalla Butterley Iron Company del Derbyshire. Tuttavia, un necrologio dell'ingegnere nato nello Shropshire e fondatore del ferro, William Hazeldine, del 1841 affermò che Hazeldine fornì anche "i tetti di ferro per la dogana di Dublino e i depositi". Nel 1821, John James Macgregor notò: "I negozi di tabacco sono stati terminati sul lato sud al costo di £ 70.000. Sono lunghi 150 metri e larghi 48. Il tetto è di ghisa e l'edificio è realizzato nel modo più stabile. Nel 1821, il Rev. George Newenham Wright, un ecclesiastico anglicano, osservò:
(Rev. George Newenham Wright)
Ora noto come l edificio CHQ, il magazzino del tabacco ospita varie imprese tra cui EPIC - The Irish Emigration Museum e Dogpatch Laboratories.

### Donaghadee
Donaghadee è probabilmente meglio conosciuto per il suo faro e il porto. Per secoli fu un rifugio per le navi e il porto esiste almeno dal XVII secolo.
Sir Hugh Montgomery costruì un grande molo in pietra per ospitare navi che traghettavano tra la Scozia e l'Irlanda dal 1616 in poi. Il porto del visconte Montgomery (1626; migliorato nel 1640), sostituendo quello che fino a quel momento era stato probabilmente solo un piccolo molo, fu costruito e mantenuto come risultato del mandato reale del 1616 che limitava i viaggi tra gli Ards e i Rhins di Galloway verso questo porto, e quello a Portpatrick, anch'esso di proprietà di Montgomery. Fu descritto da Harris nel 1744 come "un molo ricurvo, lungo circa 120 metri e largo 6,7, costruito con pietre non cementate". Correva dalla riva all'estremità nord della Parata in un ampio arco, piegato contro il mare aperto, verso l'estremità meridionale dell'attuale molo nord. Molto rattoppato e decrepito, il molo fu praticamente ricostruito, sebbene lungo la linea originale, tra il 1775 e il 1785 dal proprietario, Daniel Delacherois, probabilmente con l'aiuto di John Smeaton, l'illustre ingegnere civile che aveva apparentemente fatto in precedenza progetti più elaborati per l'estensione del porto, e che aveva appena ricostruito il porto di Portpatrick. Il vecchio molo rimase fino a dopo il completamento del nuovo porto e poi, nonostante il suo continuo favore da parte dei pescatori locali, fu rimosso per la costruzione di mura locali intorno al 1833 (appare nel disegno del 1832 ma non nella prima mappa OS del 1834).
La prima pietra del nuovo porto fu posta dal marchese di Downshire il 1º agosto 1821. I progetti iniziali e i sondaggi per questa ambiziosa impresa furono realizzati da John Rennie. Tuttavia, morì entro due mesi dall'inizio dei lavori e gli succedette suo figlio, John, che aveva come ingegnere residente un collega scozzese, l'esperto costruttore di marine, David Logan, che aveva assistito Robert Stevenson al faro di Bell Rock (1807–1810). Il nuovo porto doveva avere una profondità maggiore per accogliere i vascelli a vapore. La roccia esplosa dal fondo del mare, all'interno dell'area del porto e più a sud in quello che divenne noto come Quarry Hole a Meetinghouse Point, fu usata per formare le pendici esterne dei due moli; ma le facce interne erano costruite in pietra calcarea dalle cave Moelfre di Anglesey. Questo "marmo Anglesea" si presta alla migliore rifinitura in bugnato e i nuovi moli rimangono un trionfo della scultura in pietra. Le rampe dei gradini mostrano un'abilità speciale nella legatura diagonale profonda di ogni gradino solido, fornendo una risposta tipicamente robusta all'usura degli stivali da mare e delle onde. Il porto è costituito da due moli indipendenti che corrono verso nord-ovest verso il mare; parallelamente più vicino alla riva, convergono alle estremità esterne per formare una bocca di porto larga 46 metri. Con la bassa marea l'acqua nel porto è profonda quasi 5 metri.

## Fari di Bell Rock e delle banchine di Holyhead Mail

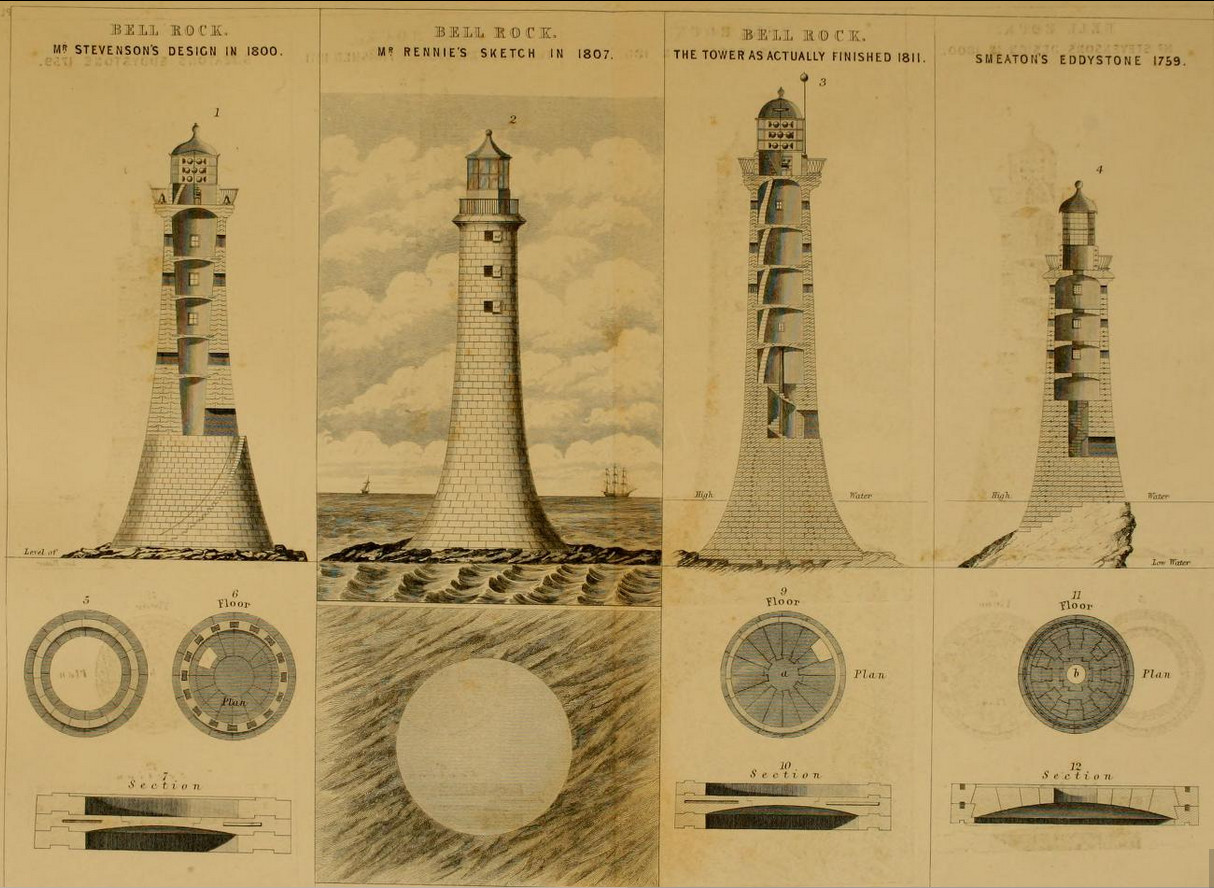
L'illustrazione presentata da Alan Stevenson per dimostrare la priorità di suo padre ma che mostra l'influenza di Rennie

Il faro di Bell Rock, vicino all'ingresso dei Firth of Forth e Firth of Tay, fu costruito tra il 1807 e il 1810. Rennie venne accreditato, da alcuni, del progetto e dell'esecuzione, ma sembra che non ci siano dubbi sul fatto che fosse solo nominalmente responsabile della grande impresa. Robert Stevenson, geometra presso il Northern Lighthouse Board, realizzò i progetti originali e, su suo suggerimento, i commissari chiamarono Rennie per aiutarli a ottenere l'approvazione parlamentare per il progetto, dandogli il titolo di ingegnere capo (per il quale però venne pagato solo £ 400). Stevenson non accettò molte delle modifiche proposte da Rennie, ma i due rimasero in rapporti amichevoli. Rennie visitò il faro due volte mentre veniva costruito. Quando Stevenson morì, nel 1850, i Commissari misero a verbale che a lui spettava "l'onore di concepire ed eseguire il faro di Bell Rock". Tuttavia, il figlio di Rennie, Sir John Rennie, sostenne in un lungo scambio di lettere, con Alan Stevenson nel 1849, che il consiglio che Rennie diede a Stevenson autorizzava a classificare l'edificio come uno che lui "ha progettato e costruito".

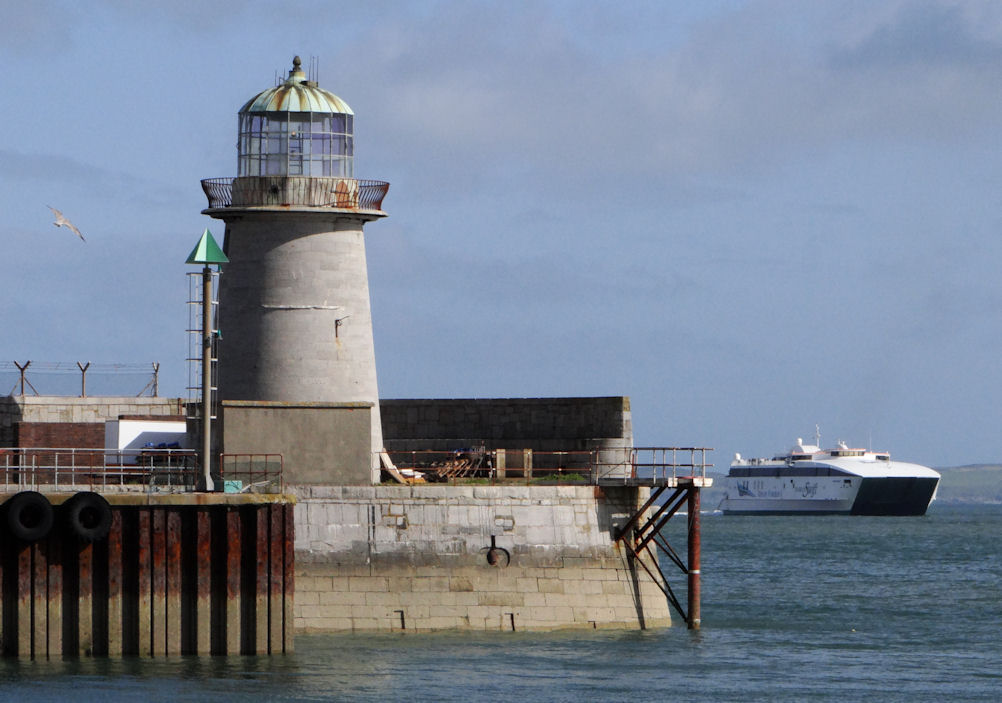
Faro di Holyhead Mail Pier

L'Holyhead Mail Pier Light è una costruzione bianca conica costruita da Rennie nel 1821. È probabilmente il secondo faro più antico del Galles, dopo quello di Point of Ayr. Il faro è di importanza nazionale come una delle opere sopravvissute di Rennie. Di particolare importanza, in un contesto gallese, è la datazione precoce della lanterna del faro, che originariamente era illuminata a gas. Prima della conversione all'elettricità, sull'isola era situata una fabbrica di gas per alimentare il faro, i moli e persino parte della stessa Holyhead. I lavori furono realizzati a un costo di £ 130.000, una somma astronomica all'epoca. La torre sopravvive intatta e ha ringhiere della galleria splendidamente ricurve, simili a quelle del faro di Bardsey. Non è più in uso, sebbene sia utilizzato ancora, come riferimento per la navigazione, dai marinai.
L'Howth Harbour Lighthouse è una torre abbinata a Howth, in Irlanda, progettata anche da Rennie, per l'altro capolinea del piroscafo irlandese.

## Frangiflutti di Plymouth

Frangiflutti di Plymouth, visti dall'alto Kingsand

Di tutte le opere di Rennie, quella che attrae maggiormente l'immaginazione è forse il frangiflutti di Plymouth Sound, costituito da un muro lungo 1600 metri attraverso lo stretto, dove l'acqua è profonda circa 20 metri, ed è stato costruito con l'impiego di 3.670.444 tonnellate di pietra grezza, oltre a 16934 m3 di muratura in superficie. Venne costruito per fornire un passaggio sicuro per le navi militari che entravano nel fiume Tamar (Hamoaze) a Devonport. Questa colossale opera fu proposta per la prima volta in un rapporto di Rennie, datato 22 aprile 1806. La costruzione venne decisa il 22 giugno 1811 e la prima pietra fu posta il 12 agosto successivo. L'opera venne completata da suo figlio, Sir John Rennie, e da Joseph Whidbey.

## Innovatore tecnico
Rennie era un uomo dalle infinite risorse e originalità. Durante il miglioramento del porto di Ramsgate utilizzò una campana subacquea, che aveva notevolmente migliorato. È generalmente accreditato dell'invenzione di una macchina dragante a vapore con una catena di secchi, ma in questo sembra essere stato anticipato da Sir Samuel Bentham. Fu certamente il primo ad usarla su vasta scala, cosa che fece durante la costruzione dell'Humber Dock, Hull (1803–1809), quando ideò una draga a vapore per superare le difficoltà di quel particolare lavoro, e apparentemente senza alcuna conoscenza dell'invenzione di Bentham. Un altro espediente fu l'uso di muri cavi, che gli venne suggerito dalla necessità di fornire un ampio piano d'appoggio per le fondamenta di un muro sul terreno. I muri costruiti in questo modo furono ampiamente utilizzati da Rennie.

## Caratteristiche distintive
Le caratteristiche distintive del lavoro di Rennie erano fermezza e solidità, e resistette alla prova del tempo. Era molto coscienzioso nella preparazione dei suoi rapporti e dei suoi preventivi, e non intraprendeva mai un'impresa senza conoscere appieno l'ambiente circostante. Era devoto alla sua professione e, sebbene fosse un uomo di forte costituzione e capace di grande resistenza, le sue incessanti fatiche gli accorciarono la vita. Fu eletto Fellow della Royal Society of Edinburgh il 28 gennaio 1788, Fellow della Royal Society il 29 marzo 1798, e nel 1815 divenne Manager della nuova London Institution.

## Famiglia e morte
Nel 1790 sposò Martha Ann Mackintosh (morta nel 1806), figlia di E. Mackintosh, e da lei ebbe sette figli, due dei quali, George e John, divennero noti ingegneri. Sua figlia Anna sposò l'architetto Charles Cockerell.
Morì, dopo una breve malattia, nella sua casa di Stamford Street, a Londra, il 4 ottobre 1821, e fu sepolto nella cripta della Cattedrale di St. Paul.

## Riconoscimenti
- Nel 2014 è stato inserito nella Scottish Engineering Hall of Fame.[16]
- La Ruislip Lido Railway, con sede a Ruislip Lido (una delle dighe costruite da John Rennie), ha intitolato a lui una delle sue locomotive. Il diesel di tipo Bo-Bo "John Rennie" è stato costruito nel 2004 ed è uno dei motori principali della linea.
- Più recentemente, il Lancaster Royal Grammar School Boat Club ha intitolato a lui una delle sue barche mentre costruiva il canale sul fiume su cui remano.

## Elenco dei progetti
- Acquedotto di Lune (1794–97) [17]
- Acquedotto di Dundas (1797)
- Kelso Bridge, con cinque archi (1800-1804) [17]
- Boston bridge, un arco in ghisa (1800)
- London Docks (1800–05) [17]
- Progetto congiunto East India Docks con Ralph Walker (1803–06) [17]
- Humber Dock, Hull, 1803-1809, costo £ 230.000 [17]
- Greenock Docks (1806)
- Ponte di Musselburgh (1806–1808) [17]
- West India Docks (consulente di William Jessop) estensione dei bacini (1809-1821) [17]
- Liverpool Docks, due nuovi moli tra cui Prince's, costo stimato £ 929,878 (1809) [18]
- Waterloo Bridge (vecchio), granito di nove archi ciascuno largo 120 piedi (1810-17) costo £ 1.050.000 [19]
- Il nuovo ponte di New Galloway, di granito (1811–1821) attraversa il fiume Ken. [20]
- Cree Bridge a Newton Stewart (1812–14)
- Old Wye Bridge, Chepstow cast iron bridge (design 1812), [21] ridisegnato e costruito nel 1816 da John Urpeth Rastrick[17]
- Plymouth Breakwater (1812–1841) completato da suo figlio
- Il Southwark Bridge (vecchio) a tre archi in ghisa (1814) sostituito nel 1920
- Dunleary Asylum Harbour - in seguito Kingstown Harbour - Successivamente Dún Laoghaire Harbour. 1816–1842. Completato da suo figlio. Costo £ 690.717 contro la stima originale di £ 801.059.
- Donaghadee e Portpatrick Harbors (1819) costo stimato £ 145.000 [23]
- Leeds Bridge in ghisa (1820), costruito dopo la sua morte dall'ingegnere residente G. Leather [24]
- Dublin Docks, deposito doganale "Stack A"; introduce parafulmini, impianti a gas e illuminazione a gas (1820) [24]
- London Bridge (vecchio), progettato nel 1820, costruito dopo la sua morte da suo figlio (1824-1831) venne trasferito a Lake Havasu City negli Stati Uniti
- Osservatorio reale, edificio principale del Capo di Buona Speranza, completato postumo nel 1828
- Blackwall Dock
- Bacino idrico di Ruislip, Grand Union Canal
- Deeping Fen Drainage e pompaggio di motori a Pode Hole (incompleto alla sua morte)[2]
- Caen Hill Locks, un insieme di chiuse sul Kennet and Avon Canal, tra Rowde e Devizes nel Wiltshire, in Inghilterra, comprendente 29 chiuse.